# Claude Kalisa
Claude Kalisa (Muyira, 6 de junho de 1977) é um ex-futebolista ruandês que atuava como zagueiro[carece de fontes?].

## Carreira
Iniciou a carreira em 1996, defendendo o Rayon Sports, onde teve ainda uma segunda passagem entre 1999 e 2001, após jogar no Yanbian Century (China).
Foi na Bélgica que teve maior destaque, defendendo o Sint-Truiden por 5 temporadas. Pelos Canários, foram 84 jogos e 7 gols marcados. Prejudicado por lesões, Kalisa abandonou os gramados em 2007 com apenas 29 anos.

## Seleção Ruandesa
Pela Seleção Ruandesa, liderou a defesa da equipe ao lado de Désiré Mbonabucya, ajudando as Vespas a conquistarem a vaga para a Copa das Nações Africanas de 2004, porém não foi convocado, ao contrário do companheiro de zaga.
Entre 1995 e 2004, Kalisa disputou 12 jogos pela seleção, não tendo feito nenhum gol.

## Vida pessoal
Durante a Guerra Civil que atingiu Ruanda, o pai de Kalisa foi uma das vítimas

## Títulos
Rayon Sports
- Campeonato Ruandês: 1997[carece de fontes?]